# Flaga Nowej Kaledonii

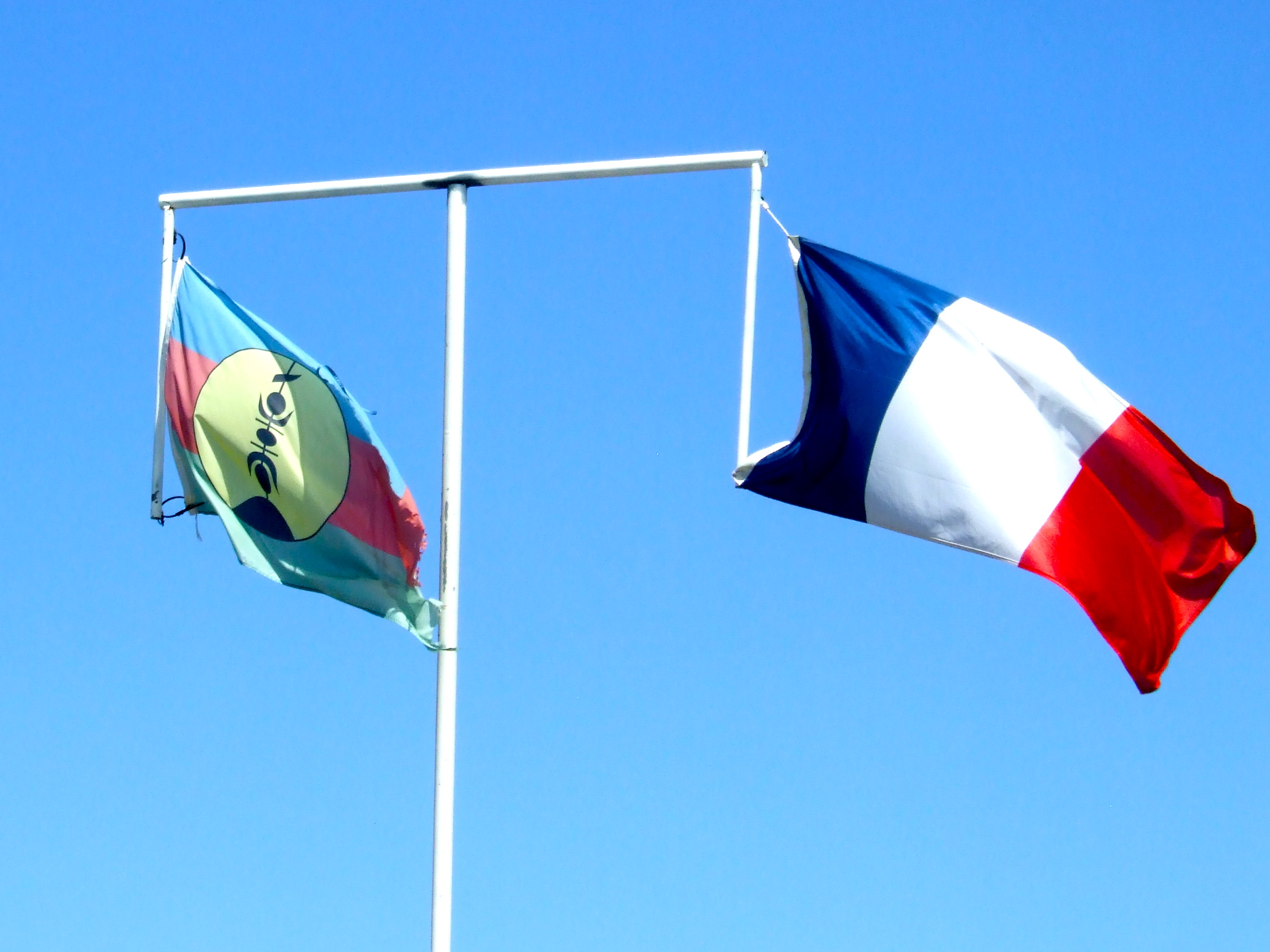
Flagi Nowej Kaledonii powiewające na maszcie

Oficjalnymi flagami Nowej Kaledonii, francuskiego terytorium zamorskiego, od lipca 2010 roku są flaga Francji tzw. Tricolore i flaga Kanaków, rdzennych mieszkańców terytorium oraz ich politycznej reprezentacji Frontu Narodowego i Socjalistycznego Wyzwolenia Kanaków (FLNKS), dążącego do oderwania Nowej Kaledonii od Francji. Nowa Kaledonia jest jednym z niewielu państw (np. Kanada) czy terytoriów, które mają dwie oficjalne flagi. 
Pierwszym dużym wydarzeniem międzynarodowym, podczas którego wywieszono obie flagi, były Igrzyska Pacyfiku 2011.

## Symbolika
Flaga Kanaków została przyjęta przez partię FLNKS w 1980 r. Przedstawia ona trzy poziome pasy:
- błękitny – symbolizujący niebo i otaczający wyspy ocean,
- czerwony – symbolizujący krew Kanaków w walce o niepodległość, socjalizm i jedność,
- zielony – symbolizujący ziemię i pochowanych w niej przodków.

Z lewej strony mieści się żółty dysk, symbolizujący słońce, a na nim tradycyjna strzała Kanaków, którą dekorowane są dachy ich domostw.

## Projekt flagi z 2006
W październiku 2006 r. pojawił się projekt nowej flagi Nowej Kaledonii, który w zamierzeniu uwzględnia aspiracje rdzennej ludności Nowej Kaledonii Kanaków, których flaga z kolei nie jest akceptowana przez dawnych, dziewiętnastowiecznych kolonistów francuskich – Kaldoszy, jak i imigrantów z innych wysp Pacyfiku, m.in. Polinezyjczyków, Mikronezyjczyków i przybyszów z Azji Południowo-Wschodniej. Flaga podzielona jest na trzy równe poziome pasy: czerwony, szary i czerwony. Na środkowym szarym pasie znajduje się czarny stylizowany wizerunek ptaka kagu z rozłożonymi skrzydłami, charakterystycznego dla fauny wyspy. 

## Flagi prowincji wchodzących w skład Nowej Kaledonii

Flaga Prowincji Południowej.
Flaga Prowincji Północnej.
Flaga Wysp Lojalności.

## Inne warianty flagi

Nieoficjalna flaga Nowej Kaledonii z 2006 r.
Flaga Nowej Kaledonii podczas Igrzysk Południowego Pacyfiku w 2007 r.
Flaga używana przez reprezentację Nowej Kaledonii w rozgrywkach FIFA